# ТОЗ-12
ТОЗ-12 — дрібнокаліберна гвинтівка під набій .22 LR, покращений спортивний зразок гвинтівки ТОЗ-8. Розроблена конструктором-зброярем Дмитром Михайловичем Кочетовим, серійне виробництво відбувалось на Тульському збройовому заводі.
Призначена для початкового навчання стрільців-спортсменів, тренування стрільців-розрядників і масових змагань в тирах і на стрілищах. В Радянському Союзі була поширена у ДТСААФ.

## Описання
Призначення і будова цівки, цівкової скриньки, спускового механізму і замка ті ж, що й у гвинтівки ТОЗ-8. Ложа пістолетної форми з подовженим підцівником.
Прицільний пристрій складається з діоптричного мірника і мушки (діоптри і мушки змінні).
На кутнику розміщені горизонтальний і вертикальний мікрометричні гвинти поправок з головками. На головках нанесені поділки. Кожна поділка дорівнює 1/10 оберта. При обертанні головки на одну поділку чути клацання і середня точка влучання переміщується на 1 см. Для того, щоб змістити кутник по вертикалі, необхідно попередньо звільнити на один оберт стопорний гвинт. Після внесення поправки кутник знову закріплюють стопорним гвинтом.
До гвинтівки додають змінні прямокутна і кільцева мушки, які кріпляться на корпусі.

## Варіанти та модифікації
- ТОЗ-12ОПФ — виробництва НВО «Форт»